# Ernst Längauer
Ernst Längauer (* 27. Juni 1941 in Eisenerz; † 29. März 2007 in Salzburg) war österreichischer Politiker (SPÖ) und Sicherheitsingenieur. Er war von 1989 bis 1994 Abgeordneter zum Salzburger Landtag und Stadtrat der Gemeinde Hallein.

## Ausbildung und Beruf
Längauer wurde in Eisenerz in der Steiermark geboren und besuchte von 1948 bis 1951 die Volksschule in Hieflau. 1951 wechselte er zum Besuch der Hauptschule nach Eisenerz, wo er 1954 die Hauptschule abschloss. Er begann 1955 eine Ausbildung zum Maschinenschlosser an der Werkschule in Eisenerz und schloss seine Ausbildung im Jahr 1958 ab. Daraufhin arbeitete er von 1958 bis 1960 im erlernten Beruf. Zwischen 1960 und 1964 bildete sich Längauer an der Bundesgewerbeschule für Maschinenbau in Klagenfurt weiter, wo er im Jahr 1964 auch die Matura ablegte. Danach leistete er zwischen 1964 und 1965 den Präsenzdienst ab und arbeitete danach von 1965 bis 1971 als Direktionsassistent bei der Firma Friedmann & Maier in Hallein. 1971 wechselte er in den Dienst der Allgemeinen Unfallversicherungsanstalt (AUVA) in Salzburg, wo er bis 1983 als Sicherheitsingenieur beschäftigt war. Er arbeitete von 1983 bis 1989 als Leiter des sicherheitstechnischen Dienstes des Unfallkrankenhauses Salzburg und der AUVA in Salzburg, Innsbruck und Dombirn und war zuletzt von 1990 bis 2002 als Verwalter des Unfallkrankenhauses der AUVA in Salzburg tätig.

## Politik und Funktionen
Längauer trat 1970 der Sozialistischen Partei Österreichs bei und wirkte innerparteilich von 1988 bis 1992 als Bezirksparteivorsitzender der SPÖ im Tennengau. Er war gewerkschaftlich aktiv und hatte von 1980 bis 1989 auch den Vorsitz der Fraktion Sozialistischer Gewerkschafter in der AUVA Salzburg inne. Er gehörte des Weiteren von 1988 bis 1994 als Mitglied dem SPÖ-Landesparteipräsidiums an. In der Lokalpolitik war Längauer von 1984 bis 1989 als Stadtrat in Hallein aktiv und war von 1986 bis 1989 zudem Klubvorsitzender der SPÖ-Fraktion in der Gemeindevertretung von Hallein. Er kandidierte bei der Landtagswahl 1989 für die SPÖ und vertrat die SPÖ vom 3. Mai 1989 bis zum 1. Mai 1994 im Salzburger Landtag. Längauer war von 1989 bis 1992 auch Vorstandsmitglied der Salzburger Jägerschaft.